# Enope tolumnensis
Enope tolumnensis là một loài bướm đêm thuộc phân họ Arctiinae, họ Erebidae.